# Олимпија Дукакис
Олимпија Дукакис (енгл. Olympia Dukakis; Лоуел, 20. јун 1931 — Њујорк, 1. мај 2021) била је америчка глумица, редитељка, продуценткиња, професорка и активисткиња. Њен рођак је Мајкл Дукакис, бивши гувернер Масачусетса (1975—1979; 1983—1991), и кандидат Демократске странке на председничким изборима у САД 1988. године.